# Meegen (Marialinden)
Meegen ist ein Ortsteil von Marialinden in der Stadt Overath im Rheinisch-Bergischen Kreis in Nordrhein-Westfalen, Deutschland.

## Lage und Beschreibung
Der landwirtschaftlich geprägte Ortsteil findet sich zwischen Marialinden und dem Naafbachtal. (Nicht zu verwechseln mit dem Ortsteil Meegen in der Nähe von Hohkeppel.) Die nächsten Orte sind, Birkenhof, Hardt, Oderscheiderberg, Niedergrützenbach und Kirschbaum. Die Gegend zählt naturräumlich betrachtet zum Marialinder Riedelland, das wiederum zu den Agger-Sülz-Hochflächen zählt. In den Feuchtgrünflächen haben zahlreiche seltene Tiere und Pflanzen eine Heimat gefunden. Die nicht bebauten Bereiche von Meegen liegen im Landschaftsschutzgebiet Bergische Hochfläche um Overath. Der südöstlich bei Hardt angrenzende Talraum der Kleinen Naaf liegt im Naturschutz- und FFH-Gebiet Naafbachtal.

## Geschichte
Die Topographia Ducatus Montani des Erich Philipp Ploennies, Blatt Amt Steinbach, belegt, dass der Wohnplatz bereits 1715 drei Hofstellen besaß, die als Megen beschriftet sind. Carl Friedrich von Wiebeking benennt die Hofschaft auf seiner Charte des Herzogthums Berg 1789 als Megen. Aus ihr geht hervor, dass der Ort zu dieser Zeit Teil der Honschaft Burg im Kirchspiel Overath war.
Der Ort ist auf der Topographischen Aufnahme der Rheinlande von 1817 als Meigen verzeichnet. Die Preußische Uraufnahme von 1845 zeigt den Wohnplatz unter dem Namen Nalgen. Ab der Preußischen Neuaufnahme von 1892 ist der Ort auf Messtischblättern regelmäßig als Meegen. verzeichnet.
1822 lebten in den zwei Overather Meigen 35 bzw. 30 Menschen in zwei als Höfe kategorisierte Orten, die nach dem Zusammenbruch der napoleonischen Administration und deren Ablösung zur Bürgermeisterei Overath im Kreis Mülheim am Rhein gehörten. Es geht aus der Aufstellung nicht hervor, welches davon das hier genannte Meigen ist. Für das Jahr 1830 werden für die beiden als Meigen bezeichneten Orte 41 bzw. 36 Einwohner angegeben. Der 1845 laut der Uebersicht des Regierungs-Bezirks Cöln als Meegen bezeichnete und als Hof kategorisierte Ort besaß zu dieser Zeit fünf Wohngebäude mit 23 Einwohnern, alle katholischen Bekenntnisses. Die Gemeinde- und Gutbezirksstatistik der Rheinprovinz führt 1871 zwei Meegen mit fünf Wohnhäusern und 30 Einwohnern bzw. sieben Wohnhäusern und 28 Einwohnern auf. Im Gemeindelexikon für die Provinz Rheinland von 1888 werden für Meegen bei Marialinden fünf Wohnhäuser mit 26 Einwohnern angegeben. 1895 besitzt der Ort zwei Wohnhäuser mit 19 Einwohnern und gehörte konfessionell zum katholischen Kirchspiel Marialinden, 1905 werden vier Wohnhäuser und 21 Einwohner angegeben.

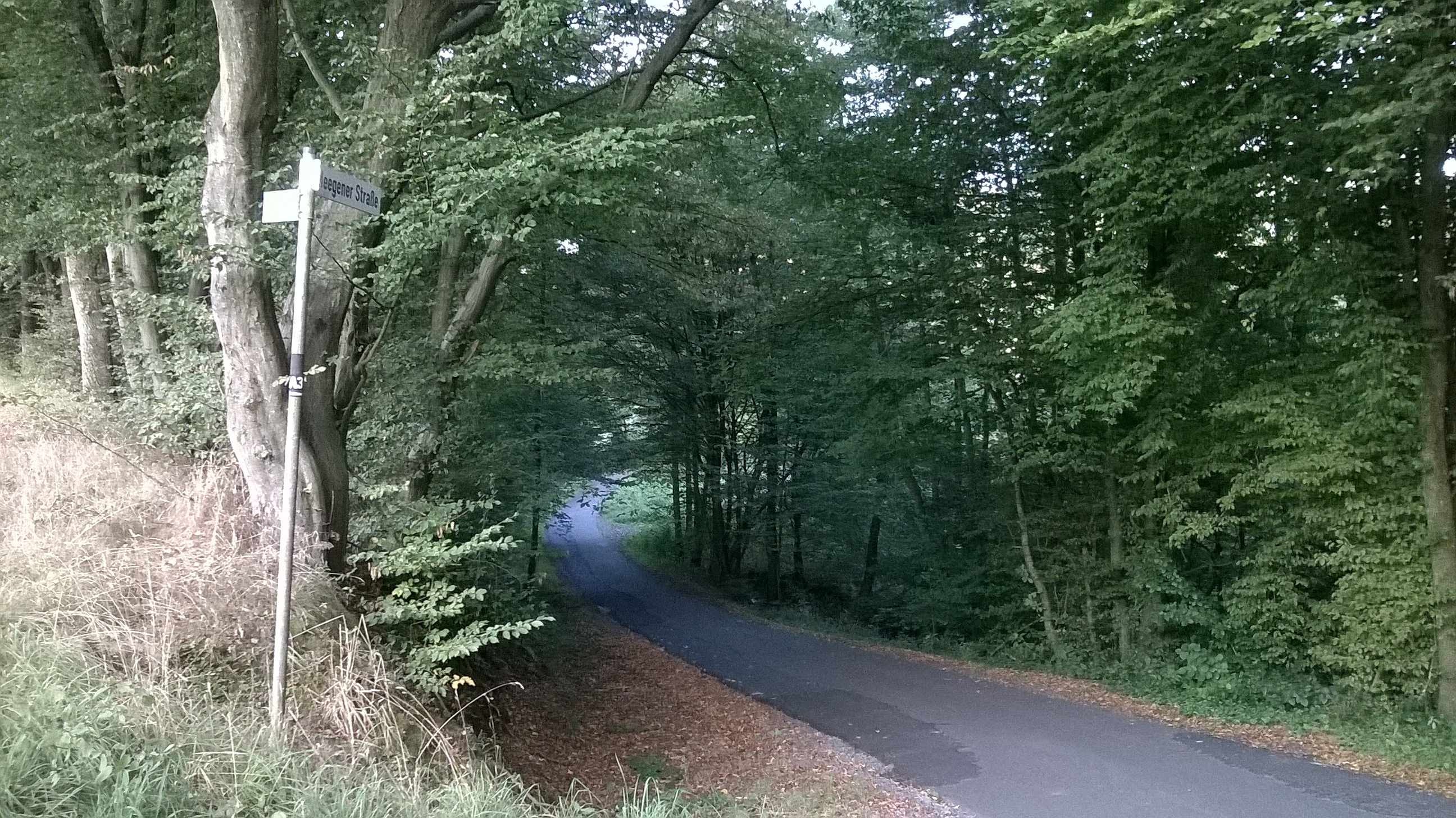
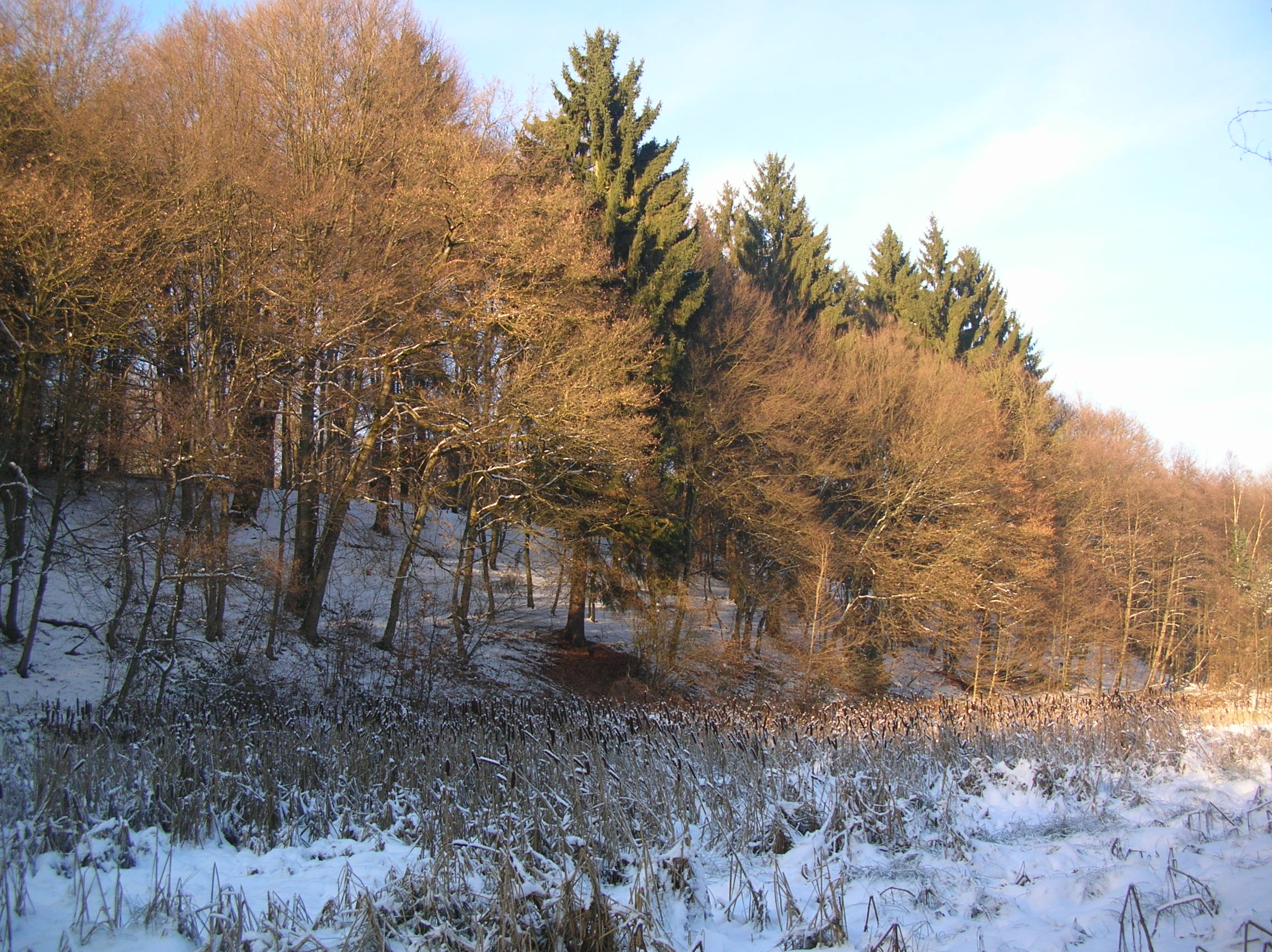